# Law Garden

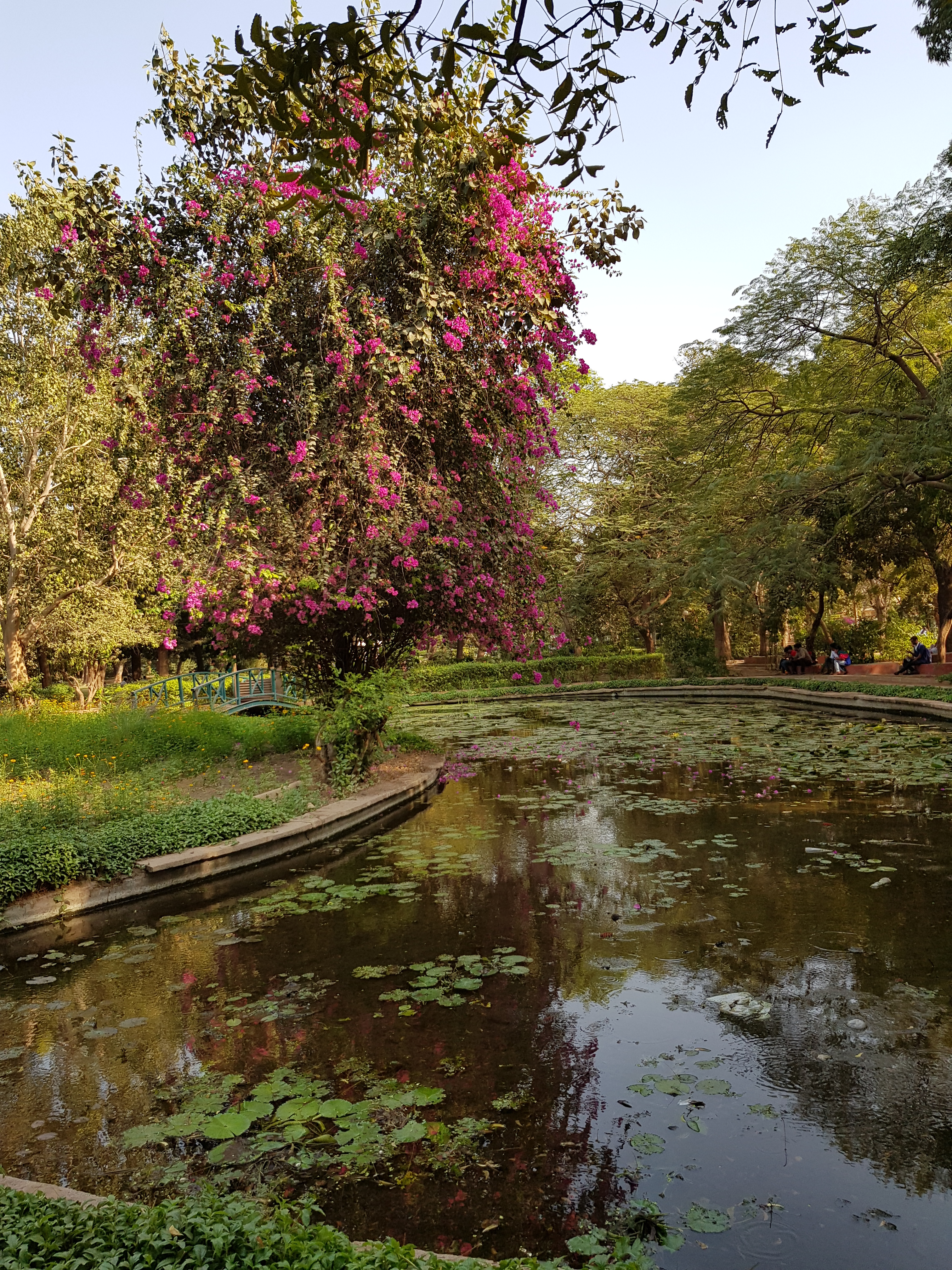
Law Garden, Ahmedabad

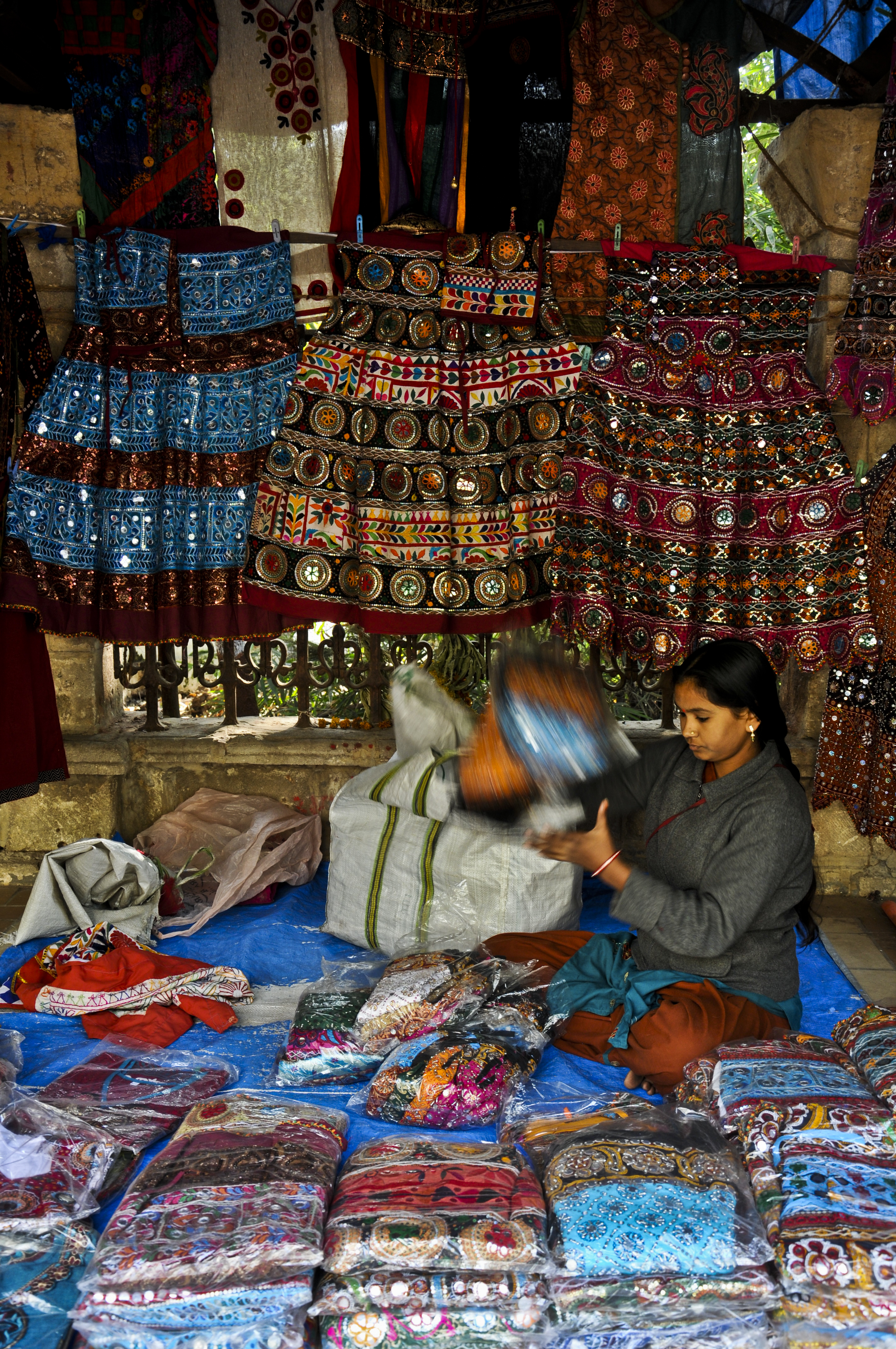
Law Garden, Straßenhändler mit traditioneller Kleidung aus Gujarat

Der Law Garden ist ein öffentlicher Park in Ahmedabad (Bundesstaat Gujarat, Indien).
Der Park ist nach der benachbarten Gujarat Law Society (GLS), einer 1927 gegründeten Bildungseinrichtung, benannt. Er ist durch drei Straßen begrenzt und hat somit, bei einer Fläche von 4,1 ha, einen dreieckigen Grundriss. Es handelte sich ursprünglich um eine offene, unbebaute Fläche, um die sich ringsum Straßenhändler ansiedelten. Daraus entwickelte sich ein Straßenmarkt, auf dem hauptsächlich die für Gujarat typische, mit Pailletten und Spiegeln bestickte traditionelle Kleidung angeboten wird. Mit der zunehmenden Popularität des so entstandenen Marktes, kamen im Laufe der Zeit Anbieter von Street Food hinzu, wodurch die touristische Attraktivität verstärkt wurde. 
Von 1995 bis 1997 wurde der Park im Auftrag der Ahmedabad Municipal Corporation (AMC) grundlegend neu gestaltet.